# Râul Faier
Râul Faier este un curs de apă, afluent al râului Mureș. 